# Quirin Ewen
Quirin Ewen (in amtlichen Dokumenten Quirin Ewen II.) (* 25. April 1776 in Gau-Algesheim; † 26. Oktober 1846 ebenda) war ein hessischer Landwirt und Politiker und Abgeordneter der 2. Kammer der Landstände des Großherzogtums Hessen.
Quirin Ewen war der Sohn des Landwirts Bernhard Ewen und dessen Ehefrau Susanna. Ewen, der katholischen Glaubens war, war Landwirt in Gau-Algesheim und heiratete Susanna geborene Leweis verw. Jost (* 26. Mai 1776).
Von 1826 bis 1830 gehörte er der Zweiten Kammer der Landstände an. Er wurde für den Wahlbezirk Rheinhessen 2/Ober-Ingelheim-Gau-Algesheim gewählt. 1822 bis 1846 war er auch Bürgermeister in Gau-Algesheim.